# 帕斯夸莱·保利

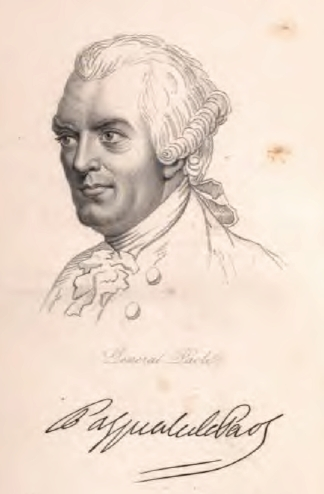
帕斯夸莱·保利

帕斯夸莱·保利（意大利语：Pasquale Paoli；法语：Pascal Paoli，1725年—1807年），科西嘉獨立運動政治家、爱国者。

## 生平
保利家族于1735年开始领导科西嘉人反抗热那亚的统治。1739年，保利追随其父逃亡国外，1755年返回科西嘉，创建科西嘉共和国，任“科西嘉国家大将军”。在位期间，创办大学、组建舰队、开采矿山。1769年，科西嘉被热那亚出售给法国，法军登陆后，保利逃往英国，1789年方获准返回科西嘉。1795年再度赴英，终老于英国。
保利曾是拿破崙年幼時期的崇敬對象，因此拿破崙年少時曾積極擁護科西嘉民族主義。波拿巴家族曾在法國入侵科西嘉期間支持保利，但並未跟隨保利流亡英國。後來拿破崙的父親卡洛‧波拿巴立場開始傾向法國，因此保利將波拿巴一家視為叛徒，當法國大革命爆發，保利結束流亡從英國回來科西嘉後，處處為難波拿巴一家。1793年5月保利甚至短暫拘留拿破崙，並透過科西嘉議會宣布親法派的波拿巴一家為罪人，並派人洗劫了波拿巴家族，迫使其逃亡至法國。
這起事件也促使拿破崙的自我認同從一名科西嘉民族主義者轉變成法國民族主義，對於保利的尊敬感也不復存在。拿破崙餘生對於保利始終抱持著複雜的情感。